# Krásná (okres Cheb)
Krásná (Duits: Schönbach bei Asch) is een gemeente in de Tsjechische regio Karlsbad. De gemeente ligt op 643 meter hoogte, vlak bij de Duitse grens en net ten noordwesten van de stad Aš.

## Geschiedenis
De eerste schriftelijke vermelding van Krásná stamt uit het jaar 1395 door de Cisterciënzers uit Waldsassen.
Tot 1918 was Krásná altijd een Duitse gemeente geweest. Na de oprichting van de eerste Tsjechoslowaakse Republiek in december 1918 werd de gemeente Tsjechisch. In 1920 woonden er 2014 mensen in Krásná, waarvan 1860 Duitse inwoners waren. De Duitsers werden na de Tweede Wereldoorlog in 1945 uitgewezen. Dit heeft ervoor gezorgd dat de gemeente nu veel kleiner is dan dat ze ooit was.

## Verkeer en vervoer
Sinds het jaar 1885 loopt er een spoorlijn door de gemeente. Aan deze spoorlijn, die tegenwoordig als lijn 148 bekendstaat, liggen binnen de gemeente twee stations. Bij het dorp Kamenná is dat station Podhradí, bij de buurtschap Štítary ligt station Štítary.

Aš · 
Cheb · 
Dolní Žandov · 
Drmoul · 
Františkovy Lázně · 
Hazlov · 
Hranice · 
Krásná · 
Křižovatka · 
Lázně Kynžvart · 
Libá · 
Lipová · 
Luby · 
Mariënbad (Mariánské Lázně) · 
Milhostov · 
Milíkov · 
Mnichov · 
Nebanice · 
Nový Kostel · 
Odrava · 
Okrouhlá · 
Ovesné Kladruby · 
Plesná · 
Podhradí · 
Pomezí nad Ohří · 
Poustka · 
Prameny · 
Skalná · 
Stará Voda · 
Teplá · 
Trstěnice · 
Třebeň · 
Tři Sekery · 
Tuřany · 
Valy · 
Velká Hleďsebe · 
Velký Luh · 
Vlkovice · 
Vojtanov · 
Zádub-Závišín